# NXT Stand & Deliver (2023)
NXT Stand & Deliver (2023) – gala wrestlingu wyprodukowana przez federację WWE dla zawodników z brandu NXT. Odbyła się 1 kwietnia 2023 w Crypto.com Arena w Los Angeles w ramach WrestleMania Weekend, a także odbyła się tego samego dnia co noc pierwsza WrestleManii 39 ze specjalnym czasem rozpoczęcia o godzinie 13:00 czasu wschodniego. Gospodarzami gali byli wrestlerzy WWE Pretty Deadly (Elton Prince i Kit Wilson). Emisja była przeprowadzana na żywo za pośrednictwem serwisu strumieniowego Peacock w Stanach Zjednoczonych i WWE Network na całym świecie. Była to trzecia gala w chronologii cyklu NXT Stand & Deliver.
Na gali odbyło się siedem walk, w tym jedna w pre-show Kickoff. W walce wieczoru, Carmelo Hayes pokonał Brona Breakkera zdobywając mistrzostwo NXT. W innych ważnych walkach, Wes Lee pokonał Axioma, Dragona Lee, Ilję Dragunova i JD McDonagha w Fatal 5-way matchu broniąc mistrzostwo Ameryki Północnej NXT oraz w pierwszej walce w karcie, Indi Hartwell pokonała Roxanne Perez, Gigi Dolin, Lyrę Valkyrię, Tiffany Stratton i Zoey Stark w Ladder matchu zdobywając mistrzostwo kobiet NXT. Na gali zadebiutowali Dragon Lee i Ava.

## Produkcja i rywalizacje
NXT Stand & Deliver oferowało walki profesjonalnego wrestlingu z udziałem wrestlerów należących do brandu NXT. Wyreżyserowane rywalizacje (storyline’y) były kreowane podczas cotygodniowych gal NXT i uzupełniający program transmisji strumieniowej online Level Up. Wrestlerzy są przedstawieni jako heele (negatywni, źli zawodnicy i najczęściej wrogowie publiki) i face’owie (pozytywni, dobrzy i najczęściej ulubieńcy publiki), którzy rywalizują pomiędzy sobą w seriach walk mających budować napięcie. Kulminacją rywalizacji jest walka wrestlerska lub ich seria.

### Johnny Gargano vs. Grayson Waller
W grudniu 2021 roku, Johnny Gargano zezwolił na wygaśnięcie kontraktu z NXT, aby mógł zostać w domu i spędzać czas z rodziną po urodzeniu pierwszego syna. Następnie Gargano został przerwany przez Graysona Wallera, który ogłosił, że jest przyszłością NXT, po czym brutalnie zaatakował Gargano. W sierpniu 2022 roku Gargano wrócił do WWE, pracując teraz w brandzie Raw. Po porażce o mistrzostwo NXT z panującym mistrzem Bronem Breakkerem, Waller zaczął sabotować NXT, dopóki nie osiągnął tego, czego chciał. Pomimo zawieszenia przez generalnego menadżera Shawna Michaelsa, Michaels zgodził się porozmawiać z Wallerem na Roadblock. Podczas talk show „Grayson Waller Effect”, Waller wyzwał Michaelsa na pojedynek na Stand & Deliver, ale odmówił, mówiąc, że tak bardzo, jakby chciał, jest ktoś, kto jeszcze bardziej chce pojedynku z Wallerem. Następnie Michaels przedstawił niespodziewanego przeciwnika Wallera na tę galę, którym okazał się Gargano, który powrócił do NXT po raz pierwszy od 15 miesięcy. Na odcinku z 21 marca, Gargano wymyślił kontrakt na Unsanctioned match pomiędzy nim a Wallerem, ale Waller powiedział, że podpisze go tylko na następnym odcinku pod warunkiem, że Gargano nie będzie w budynku, a Gargano zaakceptował. W następnym tygodniu, Waller podpisał kontrakt, aby uczynić oficjalnie unsanctioned match stypulacją walki.

### Bron Breakker vs. Carmelo Hayes
Na Vengeance Day, po tym jak Bron Breakker zachował mistrzostwo NXT, skonfrontował się z Carmelo Hayesem (w towarzystwie Tricka Williamsa). W nadchodzących tygodniach Hayes nadal skupiał się na mistrzostwie NXT, a na Roadblock obaj zgodzili się na walkę o tytuł na Stand & Deliver.

### Fallon Henley i Kiana James vs. Alba Fyre i Isla Dawn
14 marca na odcinku NXT, Alba Fyre i Isla Dawn wygrały Triple Threat Tag Team match pokonując Ivy Nile i Tatum Paxley oraz Katanę Chance i Kayden Carter, stając się pretendentami do NXT Women’s Tag Team Championship, które jest w posiadaniu Fallon Henley i Kiany James na Stand & Deliver.

### Ladder match o NXT Women’s Championship
Na Roadblock, po tym jak Roxanne Perez zachowała mistrzostwo kobiet NXT, nagle upadła na ringu. Perez została następnie zabrana z areny karetką, jednocześnie kiwając głową, aby powiedzieć, że wszystko w porządku. W następnym tygodniu dyrektor wykonawczy WWE, Shawn Michaels, wydał oświadczenie na Twitterze, że Perez została wypisana ze szpitala, jednak po licznych testach stan zdrowia Perez nadal stał pod znakiem zapytania. Tym faktem Michaels ogłosił Ladder match na Stand & Deliver, aby ukoronować nową mistrzynię kobiet NXT. Walki kwalifikacyjne rozpoczęły się w tym samym odcinku, gdzie Zoey Stark i Gigi Dolin zakwalifikowały się pokonując odpowiednio Sol Rucę i Kianę James. W następnym tygodniu, Tiffany Stratton i Lyra Valkyrie zakwalifikowały się odpowiednio pokonując Indi Hartwell i Ivy Nile. Walka ostatniej szansy pomiędzy Rucą, Hartwell i Nile była zaplanowana na następny odcinek, aby określić ostatnią zawodniczkę w walce, która zakończyła się zwycięstwem Hartwell. Tej samej nocy, aktualna mistrzyni Roxanne powróci, całkowicie otrząsnęła z niepokoju i będzie bronić tytułu w ladder matchu.

### Fatal 5-Way match o NXT North American Championship
14 marca na odcinku NXT, po tym, jak Wes Lee rzucił otwarte wyzwanie o swój NXT North American Championship, wybuchła wielka bójka. Wideo NXT Anonymous pokazało, jak Shawn Michaels mówi Lee, że będzie bronił tytułu w Fatal 5-Way matchu na Stand & Deliver i pozwolił Lee wybrać swoich czterech przeciwników. W następnym tygodniu, Wes wybrał Dragona Lee, JD McDonagha i Ilję Dragunova jako trzech z czterech pretendentów do tytułu, a także ogłosił Battle Royal na odcinek z następnego tygodnia, aby określić ostatniego zawodnika w walce, a Battle Royal wygrał Axiom.

### Chase University i Tyler Bate vs. Schism
7 lutego na odcinku NXT, Ava z Schism (Jagger Reid, Rip Fowler i Joe Gacy) zaatakowali Theę Hail z Chase University (Andre Chase i Duke Hudson) za kulisami. Później tej nocy, Chase University (Chase i Hudson) przegrali walkę po tym, jak pojawiła się Hail z uśmiechniętymi buźkami Schism. Spór pomiędzy dwiema stajniami trwał nadal, a na Roadblock lider Schism, Gacy, pokonał Chase’a, gdy Hail stanęła przed twarzą Avy. Na odcinku z 21 marca, podczas debaty pomiędzy dwoma zespołami (w której uczestniczył również Tyler Bate po stronie Chase University), zgodzili się na Eight-person Tag Team match na Stand & Deliver, gdzie zwycięska drużyna przejmie kontrolę nad Chase University.

### Gallus vs. The Creed Brothers vs. The Family
21 marca na odcinku NXT, The Creed Brothers (Brutus Creed i Julius Creed) grali w bilard i rzutki z mistrzami Tag Team NXT Gallus (Mark Coffey i Wolfgang) w barze, a następnie zgodzili się na walkę o tytuł na Stand & Deliver. Tony D’Angelo i Channing „Stacks” Lorenzo pojawili się na miejscu zdarzenia, czyniąc z tego Triple Threat Tag Team match.

## Gala
| Rola                            | Osoba             |
| ------------------------------- | ----------------- |
| Komentatorzy angielskojęzyczni  | Vic Joseph        |
| Komentatorzy angielskojęzyczni  | Booker T          |
| Komentatorzy hiszpańskojęzyczni | Marcelo Rodríguez |
| Komentatorzy hiszpańskojęzyczni | Jerry Soto        |
| Spiker                          | Alicia Taylor     |
| Sędziowie                       | Adrian Butler     |
| Sędziowie                       | Chip Danning      |
| Sędziowie                       | Dallas Irvin      |
| Sędziowie                       | Derek Sanders     |
| Sędziowie                       | Joey Gonzalez     |
| Ankieterka                      | McKenzie Mitchell |
| Panel Pre-show                  | Peter Rosenberg   |
| Panel Pre-show                  | Dave LaGreca      |

### Pre-show
Była tylko jedna walka, który miała miejsce w pre-show i odbyła się pomiędzy Chase University (Andre Chase, Duke Hudson i Thea Hail) i Tyler Bate; i Schism (Joe Gacy, Rip Fowler, Jagger Reid i Ava), aby ustalić, kto przejmie kontrolę nad Chase U. W końcówce, Bate wykonał suicide dive na wszystkich członków Schism. Następnie Chase i Hudson wykonali na Reidzie Fratliner, aby wygrać.

### Główne show
W walce otwarcia PPV, Roxanne Perez broniła mistrzostwo kobiet NXT przeciwko Indi Hartwell, Gigi Dolin, Lyri Valkyrii, Tiffany Stratton i Zoey Stark w Ladder matchu. Na końcowych momentach, Dolin wspięła się po drabinie, dążąc do zdobycia pasa mistrzowskiego, dopóki Jacy Jayne nie przyszła i nie zepchnęła jej z drabiny. Następnie Stratton wykonała moonsault, aby wyeliminować wszystkich na zewnątrz, pozostawiając Hartwell w ringu, ale była zbyt niezdolna, by wspiąć się po drabinie. Dexter Lumis następnie wyszedł spod ringu i pomógł Hartwell wspiąć się po drabinie i zdobyć jej pierwszy tytuł w WWE i NXT.
Następnie, Gallus bronili mistrzostwo Tag Team NXT przeciwko The Creed Brothers i The Family. W końcowej fazie walki, Stacks wykonał diving splash na Marku Coffeyu, ale powracający Joe Coffey pociągnął go na podłogę. Coffey następnie zclotheslinował Tony’ego D’Angelo, pozwalając Gallus wykonać kombinację Poweslam / Enzeguiri, aby wygrać.
W następnym pojedynku Wes Lee bronił mistrzostwo Ameryki Północnej NXT przeciwko Axiomowi, Dragonowi Lee, Ilji Dragunovowi i JD McDonaghowi w Fatal 5-Way matchu. Gdy Dragon Lee chciał wykonać backflip kick, Axiom wykonał na nim Golden Ratio. Axiom następnie wykonał Matrix DDT na odliczenie do dwóch McDonaghowi. Dragunov następnie wykonał Torpedo Moscow na Dragonie Lee, aw tym samym czasie Lee wykonał Cardiac Kick Dragunovowi, aby zachować tytuł.
Następną walką był Unsanctioned match pomiędzy Johnnym Gargano a Graysonem Wallerem. Waller wykonał Ace Crusher na zewnątrz na Gargano. Następnie Gargano wykonał powerbomb na Wallerze przez stół. Waller następnie użył kija do kendo i zaczął bić Gargano. Gdy Waller chciał uderzyć głową Gargano o stalowe stopnie, Gargano uciekł i zaczął uderzać Wallera kijem do kendo, co skłoniło żonę Candice LeRae do przyłączenia się do bicia Wallera. Następnie Gargano wykonał One Final Beat na two-count. Następnie Waller wykonał Coast-To-Coast z głową Gargano w koszu na śmieci za kolejny two-count. Gargano następnie uderzył Wallera low blowem i uwięził Wallera krzesłem na głowie i roztrzaskał je innym krzesłem. Następnie Gargano założył dźwignię Gargano Escape, zmuszając Wallera do odklepania. Po walce Gargano, Candice, Hartwell i Lumis objęli się.
W przedostatniej walce, Kiana James i Fallon Henley (z Joshem Briggsem i Brooksem Jensenem) broniły mistrzostwo kobiet Tag Team NXT przeciwko Isli Dawn i Albie Fyre. Dawn uderzyła James kolanami dwa razy i wraz z Fyre uderzyła Kianę superickami na nearfall. Kiana poprosiła następnie Jensena o torebkę, ale on odmówił jej podania. Z powrotem na ringu, Dawn i Fyre wykonały kombinacją Backstabber / Swanton Bomb, aby zostać nowymi mistrzyniami.

### Walka wieczoru
W walce wieczoru, Bron Breakker bronił mistrzostwo NXT przeciwko Carmelo Hayesowi (z Trickiem Williamsem). Gdy Hayes chciał wykonać Springboard Cutter, Hayes popełnił błąd i upadł. Bron następnie wykonał back suplex na Hayesie. Następnie Hayes wykonał Springboard flying forearm i założył fujiwara armbar, ale Bron uciekł. Gdy Bron chciał wykonać Torture Rack, Trick złapał Hayesa za nogę, zmuszając sędziego do wyrzucenia go z walki. Następnie Bron wykonał frankensteiner z górnej liny. Hayes następnie zablokował Steiner Recliner i założył crossface, ale Bron ponownie uciekł i wykonał na nim Spear, który również obalił sędziego. Następnie Bron założył Steiner Recliner, zmuszając Hayesa do odklepania, ale sędzia wciąż leżał. Następnie Trick wrócił i uderzył Brona pasem mistrzowskim, pozwalając Hayesowi przypiąć go do dwóch. Gdy Brom chciał wykonać Military Press Powerslam, Hayes skontrował go i wykonała Nothing But Net, aby zostać pierwszą osobą, która wygrała mistrzostwo NXT na gali NXT Premium Live Event od 2021.

## Wyniki walk
| Nr                                                                   | Wyniki | Stypulacje                                                                     | Czas  |
| -------------------------------------------------------------------- | --- | ------------------------------------------------------------------------------ | ----- |
| 1P                                                                   | Tyler Bate i Chase University (Andre Chase, Duke Hudson i Thea Hail) pokonali Schism (Joego Gacy’ego, Jaggera Reida, Ripa Fowlera i Avę) poprzez pinfall                                    | Eight-person tag team match Zwycięzcy przejmują kontrolę nad Chase University. | 11:09 |
| 2                                                                    | Indi Hartwell pokonała Roxanne Perez (c), Gigi Dolin, Lyrę Valkyrię, Tiffany Stratton i Zoey Stark                                                                                          | Ladder match o NXT Women’s Championship                                        | 17:02 |
| 3                                                                    | Gallus (Mark Coffey i Wolfgang) (c) pokonali Creed Brothers (Brutusa Creeda i Juliusa Creeda) (z Ivy Nile) oraz The Family (Tony’ego D’Angelo i Channinga „Stacks” Lorenzo) poprzez pinfall | Triple threat tag team match o NXT Tag Team Championship                       | 8:11  |
| 4                                                                    | Wes Lee (c) pokonał Axioma, Dragona Lee, Ilję Dragunova i JD McDonagha poprzez pinfall | Fatal 5-way match o NXT North American Championship                            | 19:11 |
| 5                                                                    | Johnny Gargano pokonał Graysona Wallera poprzez submission | Unsanctioned match                                                             | 18:12 |
| 6                                                                    | Alba Fyre i Isla Dawn pokonały Fallon Henley i Kianę James (c) (z Joshem Briggsem i Brooksem Jensenem) poprzez pinfall                                                                      | Tag team match o NXT Women’s Tag Team Championship                             | 8:41  |
| 7                                                                    | Carmelo Hayes (z Trick Williamsem) pokonał Brona Breakkera (c) poprzez pinfall | Singles match o NXT Championship                                               | 16:10 |
| (c) – mistrz/mistrzyni przed walkąP – walka miała miejsce w pre-show | |                                                                                |       |